# Azlocillin
Az azlocillin egy β-laktám antibiotikum a penicillinek családjából megnövelt aktivitásspektrummal, és nagyobb in vitro hatáserősséggel, mint amivel a karboxipenicillinek rendelkeznek.  
Az azlocillin egy félszintetikus penicillin típusú antibiotikum.